# 3つの前奏曲 (ガーシュウィン)
《3つの前奏曲》（英語：Three Preludes）は、ジョージ・ガーシュウィンのピアノ曲集。1926年に作曲され、翌年出版された。ジャズやブルースのイディオムをもった20世紀アメリカ音楽の古典として有名。さまざまな楽器のために編曲されており、中でも作曲者と親交のあったヤッシャ・ハイフェッツによるヴァイオリン独奏用の編曲は有名である。以下の3曲からなる。
1. Allegro ben ritmato e deciso
2. Andante con moto e poco rubato
3. Allegro ben ritmato e deciso